# Mijuki
Mijuki (angl. Miyuki) je běžné japonské ženské rodné jméno s různými významy a zápisy v kandži:
- 美幸 – "nádherné štěstí"
- 深雪 – "hluboký sníh"
- 美雪 – "nádherný sníh"
- 幸 – "štěstí"
- みゆき zápis (hiragana)
- ミユキ zápis (katakana)

## Reálné osoby
- Mijuki Mijabe, japonská autorka
- Mijuki Tanobe, kanadská malířka narozená v Japonsku
- Mijuki Jamaguči, japonská biochemička
- Mijuki Nakadžima, japonská zpěvačka
- Mijuki Kitagawa, japonská manga umělkyně
- Mijuki Janagitaová, japonská fotbalistka
- Mijuki Izumiová, japonská fotbalistka
- Mijuki Išikawa, japonská vražedkyně

## Fiktivní postavy
- Mijuki, manga od Micuru Adačiho